# Tlalixtac de Cabrera
Tlalixtac de Cabrera es una población del estado de Oaxaca, ubicada en su región central. Es la cabecera del municipio de Tlalixtac de Cabrera.

## Toponimia
Tlalixtac significa: "en la tierra blanca", y se compone de tlalli, "tierra"; iztac, "blanca y -c, "en". La fundaron los zapotecos en el siglo XII. Se localiza en la parte central del estado. Limita, al norte, con San Agustín Yatareni; al sur, con Santa María del Tule y San Sebastián Tutla; al oeste, con Santa Lucía, y al este, con Santa Catarina Ixtepeji. Se encuentra aproximadamente a 10 kilómetros de la capital del estado.[cita requerida]

## Historia
Fue fundada en el siglo XII por lo zapotecos, según las leyendas y los relatos de las personas de la tercera edad. Antes se denominaba Tlalixtaca o Villa de Tlalixtaca, por muchos abarrotes, y es uno de los pueblos más antiguos del Valle de Oaxaca.[cita requerida]
El destacado pintor novohispano Miguel Cabrera fue originario de este municipio.
Recientemente ha habido conflictos a causa de dos fuerzas opositoras religiosas y abusos económicos por parte de los presidentes municipales, desde 2013.[cita requerida]

## Ubicación
Se localiza en la parte central del estado, en las coordenadas 96° 39’ longitud oeste y 17° 04’ latitud norte, a una altitud de 1,580 metros sobre el nivel del mar.[cita requerida]
Limita, al norte, con San Agustín Yatareni; al sur, con Santa María el Tule y San Sebastián Tutla; al oeste, con Santa Lucía; al este, con Santa Catarina Ixtepeji. Su distancia aproximada de la capital del estado es de 10 kilómetros.

## Superficie
Cuenta con una superficie de 61.2 km².  

## Hidrografía
Tiene un río que nace de los cerros de Ixtepeji, que forma la cañada del Estudiante o Llovaneli, y su nombre proviene del origen del río de Tlalixtac. Además, cuenta con dos arroyos que proceden de la cañada y de Zamboaltengo, los cuales únicamente conservan agua en la temporada de lluvia.[cita requerida]

## Clima
Presenta clima templado con pocas variantes durante el año, el aire dominante es del norte y este de la capital, su temperatura varía según la estación del año. 

## Medio físico
En la región boscosa se encuentran gran variedad de animales como víboras, ardillas, conejos y venados. Cuenta con mantos freáticos y ojos de agua. Su suelo es de tipo vertisol pélico, textura fina; es propicio para la agricultura.[cita requerida]

## Demografía
De acuerdo con los resultados que presentó el II Conteo de Población y Vivienda en el 2005, en el municipio habitan un total de 1,071 personas que hablan una lengua indígena, de un total de 8,378 habitantes.[cita requerida]
Política
Se rige bajo el sistema normativa indigena, de usos y costumbres ,sistema en el cual durante una asamblea popular, los propios pobladores de la comunidad nombran a los miembros del ayuntamiento constitucional asi como a diferentes comites municipales.

### Religión
Al año 2000, de acuerdo con el citado censo efectuado por el INEGI, la población de cinco años de edad y más que es católica asciende a 5,714 habitantes, mientras que los no católicos en el mismo rango de edades suman 308 personas.[cita requerida]

## Infraestructura

### Educación
Cuenta con un jardín de niños, tres primarias, una con turno matutino y otra con turno vespertino, una secundaria federal y un bachillerato (CECYTE).[cita requerida]

### Salud
El municipio cuenta con atención hospitalaria, distribuida en una clínica de la Secretaría de Salud, una clínica dental, así como algunas farmacias y otras particulares.[cita requerida]

### Abasto
El municipio cuenta con un mercado municipal, varias tiendas y misceláneas. [cita requerida]

### Deporte
Cuenta con dos unidades deportivas, además de una cancha de básquetbol frente al municipio.[cita requerida]

### Vivienda
De acuerdo con los resultados que presentó el II Conteo de Población y Vivienda en el 2005, en el municipio hay un total de 1,851 viviendas, de las cuales 1,793 son particulares.[cita requerida]